# Ben Azzouz
Ben Azzouz es un municipio (baladiyah) de la provincia o valiato de Skikda en Argelia. En abril de 2008 tenía una población censada de 29 162 habitantes.
Se encuentra ubicado al noreste del país, junto a la costa del mar Mediterráneo, y al este de la región de Cabilia y de la capital del país, Argel.